# 木垒县良种繁育场
木垒县良种繁育场，是中华人民共和国新疆维吾尔自治区昌吉回族自治州木垒哈萨克自治县下辖的一个类似乡级单位。

## 行政区划
木垒县良种繁育场下辖以下地区：
良种繁育场虚拟生活区。